# バジェ・デ・オアハカ侯爵
バジェ・デ・オアハカ侯爵（スペイン語: Marquesado del Valle de Oaxaca）は、スペイン貴族の侯爵位。1529年7月20日にスペイン王カルロス1世（神聖ローマ皇帝カール5世）によりコンキスタドールのエルナン・コルテスが王室への貢献と「ヌエバ・エスパーニャの発見と植民」の功績により叙位されたのに始まる。
侯爵領はその名のオアハカ谷よりも範囲が広く、現在のメキシコの州であるオアハカ州、モレロス州、ベラクルス州、ミチョアカン州、メヒコ州にわたる広大な領域だった。
やがて同爵位は女系継承でイタリアに定住するモンテレオーネ公爵ピニャテリ家に移ったが、1984年にスペイン在住の子孫ランサ家に爵位が認められる判決が出、爵位がスペインに戻った。

## 歴代バジェ・デ・オアハカ侯爵（1529年-）
- 初代バジェ・デ・オアハカ侯エルナン・コルテス・デ・モンロイ・イ・ピサロ（1485年-1547年）[5]
- 2代バジェ・デ・オアハカ侯マルティン・コルテス・デ・スニガ（スペイン語版）（1533年–1589年）初代侯の嫡出の長男[5]
- 3代バジェ・デ・オアハカ侯フェルナンド・コルテス・ラミレス・デ・アレラーノ（スペイン語版）（1563年-1602年）2代侯の長男[5]
- 4代バジェ・デ・オアハカ侯ペドロ・コルテス・ラミレス・デ・アレラーノ（スペイン語版）（1565年-1629年）2代侯の次男[5]
- 5代バジェ・デ・オアハカ女侯エステファニア・カリージョ・デ・メンドーサ・イ・コルテス（Estefanía Carrillo de Mendoza y Cortés）（1595年-1653年）2代侯の長女の長女[5]
- 6代バジェ・デ・オアハカ女侯ジョバンナ・タリアヴィア・ド・アラゴナ（Giovanna Tagliavia d'Aragona）（1619年-1692年）5代女侯の一人娘
- 7代バジェ・デ・オアハカ女侯・8代モンテレオーネ女公ジョバンナ・ピニャテリ・ド・アラゴナ（Giovanna Pignatelli d'Aragona）（1666年–1723年）6代女侯の長女
- 8代バジェ・デ・オアハカ侯・9代モンテレオーネ公ディエゴ・ピニャテリ・ド・アラゴナ（Diego Pignatelli d'Aragona）（1687年–1750年）7代女侯の長男
- 9代バジェ・デ・オアハカ侯・10代モンテレオーネ公ファブリツィオ・ピニャテリ・ド・アラゴナ（Fabrizio Pignatelli d'Aragona）（1718年–1763年）8代侯の長男
- 10代バジェ・デ・オアハカ侯・11代モンテレオーネ公エットーレ・ピニャテリ・ド・アラゴナ（Ettore Pignatelli d'Aragona）（1742年–1800年）9代侯の長男
- 11代バジェ・デ・オアハカ侯・12代モンテレオーネ公ディエゴ・ピニャテリ・ド・アラゴナ（Diego Pignatelli d'Aragona）（1774年-1818年）10代侯の長男
- 12代バジェ・デ・オアハカ侯・13代モンテレオーネ公ジョゼッペ・ピニャテリ・ド・アラゴナ（Giuseppe Pignatelli d'Aragona）（1795年–1859年）11代侯の長男
- 停止（1859年-1916年）
- 13代バジェ・デ・オアハカ侯・16代モンテレオーネ公ジョゼッペ・ピニャテリ・ド・アラゴナ（Giuseppe Pignatelli d'Aragona）（1860年-1938年）12代侯の次男の長男
- 停止（1938年-1984年）
- 14代バジェ・デ・オアハカ侯ホルヘ・デ・ランサ・イ・アルベルト・デ・ボバディージャ（Jorge de Llanza y Albert de Bobadilla）（1921年-2001年）7代女侯の三男の仍孫[6]
- 15代バジェ・デ・オアハカ侯アルバロ・デ・ランサ・イ・フィゲロア（Álvaro de Llanza y Figueroa）[7]（1960年-）14代侯の長男

ピニャテリ家の爵位請求者（1938年-）
- 17代モンテレオーネ公・「14代バジェ・デ・オアハカ侯」アントニオ・ピニャテリ・ド・アラゴナ（Antonio Pignatelli d'Aragona）（1892年-1958年）13代侯の長男
- 18代モンテレオーネ公・「15代バジェ・デ・オアハカ侯」ジョゼッペ・ピニャテリ・ド・アラゴナ（Giuseppe Pignatelli d'Aragona）（1931年–1989年）「14代侯」の長男
- 19代モンテレオーネ公・「16代バジェ・デ・オアハカ侯」ニッコロ・ピニャテリ・ド・アラゴナ（Niccolò Pignatelli d'Aragona）（1923年–）13代侯の弟の孫

## 家系図
| | | | | | |  |  | 初代バジェ・デ・オアハカ侯 エルナン・コルテス 1485年–1547年                                             |                                                                                                |                                                                                                |                                                                                                |                                                                                                |                                                                                                |  |  |                                                                                            |                                                                                            |                                                                                            |                                                                                            |                                                                                            |                                                                                            |  |  |  |  |  |  |  |  |  |  |  |  |  |  |  |  |  |  |
| | | | | | |  |  | |                                                                                                |                                                                                                |                                                                                                |                                                                                                |                                                                                                |  |  |                                                                                            |                                                                                            |                                                                                            |                                                                                            |                                                                                            |                                                                                            |  |  |  |  |  |  |  |  |  |  |  |  |  |  |  |  |  |  |
| | | | | | |  |  | 2代バジェ・デ・オアハカ侯 マルティン・コルテス 1533年–1589年                                            |                                                                                                |                                                                                                |                                                                                                |                                                                                                |                                                                                                |  |  |                                                                                            |                                                                                            |                                                                                            |                                                                                            |                                                                                            |                                                                                            |  |  |  |  |  |  |  |  |  |  |  |  |  |  |  |  |  |  |
| | | | | | |  |  | |                                                                                                |                                                                                                |                                                                                                |                                                                                                |                                                                                                |  |  |                                                                                            |                                                                                            |                                                                                            |                                                                                            |                                                                                            |                                                                                            |  |  |  |  |  |  |  |  |  |  |  |  |  |  |  |  |  |  |
| | | | | | |  |  | |                                                                                                |                                                                                                |                                                                                                |                                                                                                |                                                                                                |  |  |                                                                                            |                                                                                            |                                                                                            |                                                                                            |                                                                                            |                                                                                            |  |  |  |  |  |  |  |  |  |  |  |  |  |  |  |  |  |  |
| 3代バジェ・デ・オアハカ侯 フェルナンド・コルテス 1563年-1602年                                         | 3代バジェ・デ・オアハカ侯 フェルナンド・コルテス 1563年-1602年                                         | 3代バジェ・デ・オアハカ侯 フェルナンド・コルテス 1563年-1602年                                         | 3代バジェ・デ・オアハカ侯 フェルナンド・コルテス 1563年-1602年                                         | 3代バジェ・デ・オアハカ侯 フェルナンド・コルテス 1563年-1602年                                         | 3代バジェ・デ・オアハカ侯 フェルナンド・コルテス 1563年-1602年                                         |  |  | プリエゴ伯爵夫人 フアナ・コルテス 生年不詳-1612年                                                       | プリエゴ伯爵夫人 フアナ・コルテス 生年不詳-1612年                                              | プリエゴ伯爵夫人 フアナ・コルテス 生年不詳-1612年                                              | プリエゴ伯爵夫人 フアナ・コルテス 生年不詳-1612年                                              | プリエゴ伯爵夫人 フアナ・コルテス 生年不詳-1612年                                              | プリエゴ伯爵夫人 フアナ・コルテス 生年不詳-1612年                                              |  |  | 4代バジェ・デ・オアハカ侯 ペドロ・コルテス 1565年-1629年                                   | 4代バジェ・デ・オアハカ侯 ペドロ・コルテス 1565年-1629年                                   | 4代バジェ・デ・オアハカ侯 ペドロ・コルテス 1565年-1629年                                   | 4代バジェ・デ・オアハカ侯 ペドロ・コルテス 1565年-1629年                                   | 4代バジェ・デ・オアハカ侯 ペドロ・コルテス 1565年-1629年                                   | 4代バジェ・デ・オアハカ侯 ペドロ・コルテス 1565年-1629年                                   |  |  |  |  |  |  |  |  |  |  |  |  |  |  |  |  |  |  |
| 3代バジェ・デ・オアハカ侯 フェルナンド・コルテス 1563年-1602年                                         | 3代バジェ・デ・オアハカ侯 フェルナンド・コルテス 1563年-1602年                                         | 3代バジェ・デ・オアハカ侯 フェルナンド・コルテス 1563年-1602年                                         | 3代バジェ・デ・オアハカ侯 フェルナンド・コルテス 1563年-1602年                                         | 3代バジェ・デ・オアハカ侯 フェルナンド・コルテス 1563年-1602年                                         | 3代バジェ・デ・オアハカ侯 フェルナンド・コルテス 1563年-1602年                                         |  |  | プリエゴ伯爵夫人 フアナ・コルテス 生年不詳-1612年                                                       | プリエゴ伯爵夫人 フアナ・コルテス 生年不詳-1612年                                              | プリエゴ伯爵夫人 フアナ・コルテス 生年不詳-1612年                                              | プリエゴ伯爵夫人 フアナ・コルテス 生年不詳-1612年                                              | プリエゴ伯爵夫人 フアナ・コルテス 生年不詳-1612年                                              | プリエゴ伯爵夫人 フアナ・コルテス 生年不詳-1612年                                              |  |  | 4代バジェ・デ・オアハカ侯 ペドロ・コルテス 1565年-1629年                                   | 4代バジェ・デ・オアハカ侯 ペドロ・コルテス 1565年-1629年                                   | 4代バジェ・デ・オアハカ侯 ペドロ・コルテス 1565年-1629年                                   | 4代バジェ・デ・オアハカ侯 ペドロ・コルテス 1565年-1629年                                   | 4代バジェ・デ・オアハカ侯 ペドロ・コルテス 1565年-1629年                                   | 4代バジェ・デ・オアハカ侯 ペドロ・コルテス 1565年-1629年                                   |  |  |  |  |  |  |  |  |  |  |  |  |  |  |  |  |  |  |
| | | | | | |  |  | 5代バジェ・デ・オアハカ女侯 エステファニア・カリージョ・デ・メンドーサ 1595年-1653年                    |                                                                                                |                                                                                                |                                                                                                |                                                                                                |                                                                                                |  |  |                                                                                            |                                                                                            |                                                                                            |                                                                                            |                                                                                            |                                                                                            |  |  |  |  |  |  |  |  |  |  |  |  |  |  |  |  |  |  |
| | | | | | |  |  | |                                                                                                |                                                                                                |                                                                                                |                                                                                                |                                                                                                |  |  |                                                                                            |                                                                                            |                                                                                            |                                                                                            |                                                                                            |                                                                                            |  |  |  |  |  |  |  |  |  |  |  |  |  |  |  |  |  |  |
| | | | | | |  |  | 6代バジェ・デ・オアハカ女侯 モンテレオーネ公爵夫人 ジョバンナ・タリアヴィア・ド・アラゴナ 1619年-1692年 |                                                                                                |                                                                                                |                                                                                                |                                                                                                |                                                                                                |  |  |                                                                                            |                                                                                            |                                                                                            |                                                                                            |                                                                                            |                                                                                            |  |  |  |  |  |  |  |  |  |  |  |  |  |  |  |  |  |  |
| | | | | | |  |  | |                                                                                                |                                                                                                |                                                                                                |                                                                                                |                                                                                                |  |  |                                                                                            |                                                                                            |                                                                                            |                                                                                            |                                                                                            |                                                                                            |  |  |  |  |  |  |  |  |  |  |  |  |  |  |  |  |  |  |
| | | | | | |  |  | 7代モンテレオーネ公 アンドレア・ファブリツィオ・ピニャテリ・ド・アラゴナ 1640年-1677年                  |                                                                                                |                                                                                                |                                                                                                |                                                                                                |                                                                                                |  |  |                                                                                            |                                                                                            |                                                                                            |                                                                                            |                                                                                            |                                                                                            |  |  |  |  |  |  |  |  |  |  |  |  |  |  |  |  |  |  |
| | | | | | |  |  | |                                                                                                |                                                                                                |                                                                                                |                                                                                                |                                                                                                |  |  |                                                                                            |                                                                                            |                                                                                            |                                                                                            |                                                                                            |                                                                                            |  |  |  |  |  |  |  |  |  |  |  |  |  |  |  |  |  |  |
| | | | | | |  |  | 8代モンテレオーネ女公 7代バジェ・デ・オアハカ女侯 ジョバンナ・ピニャテリ・ド・アラゴナ 1666年-1723年    |                                                                                                |                                                                                                |                                                                                                |                                                                                                |                                                                                                |  |  |                                                                                            |                                                                                            |                                                                                            |                                                                                            |                                                                                            |                                                                                            |  |  |  |  |  |  |  |  |  |  |  |  |  |  |  |  |  |  |
| | | | | | |  |  | |                                                                                                |                                                                                                |                                                                                                |                                                                                                |                                                                                                |  |  |                                                                                            |                                                                                            |                                                                                            |                                                                                            |                                                                                            |                                                                                            |  |  |  |  |  |  |  |  |  |  |  |  |  |  |  |  |  |  |
| | | | | | |  |  | |                                                                                                |                                                                                                |                                                                                                |                                                                                                |                                                                                                |  |  |                                                                                            |                                                                                            |                                                                                            |                                                                                            |                                                                                            |                                                                                            |  |  |  |  |  |  |  |  |  |  |  |  |  |  |  |  |  |  |
| 9代モンテレオーネ公 8代バジェ・デ・オアハカ侯 ディエゴ・ピニャテリ・ド・アラゴナ 1687年-1750年         | 9代モンテレオーネ公 8代バジェ・デ・オアハカ侯 ディエゴ・ピニャテリ・ド・アラゴナ 1687年-1750年         | 9代モンテレオーネ公 8代バジェ・デ・オアハカ侯 ディエゴ・ピニャテリ・ド・アラゴナ 1687年-1750年         | 9代モンテレオーネ公 8代バジェ・デ・オアハカ侯 ディエゴ・ピニャテリ・ド・アラゴナ 1687年-1750年         | 9代モンテレオーネ公 8代バジェ・デ・オアハカ侯 ディエゴ・ピニャテリ・ド・アラゴナ 1687年-1750年         | 9代モンテレオーネ公 8代バジェ・デ・オアハカ侯 ディエゴ・ピニャテリ・ド・アラゴナ 1687年-1750年         |  |  | |                                                                                                |                                                                                                |                                                                                                |                                                                                                |                                                                                                |  |  | アントニオ・ピニャテリ・ド・アラゴナ 1700年–1746年                                         | アントニオ・ピニャテリ・ド・アラゴナ 1700年–1746年                                         | アントニオ・ピニャテリ・ド・アラゴナ 1700年–1746年                                         | アントニオ・ピニャテリ・ド・アラゴナ 1700年–1746年                                         | アントニオ・ピニャテリ・ド・アラゴナ 1700年–1746年                                         | アントニオ・ピニャテリ・ド・アラゴナ 1700年–1746年                                         |  |  |  |  |  |  |  |  |  |  |  |  |  |  |  |  |  |  |
| 9代モンテレオーネ公 8代バジェ・デ・オアハカ侯 ディエゴ・ピニャテリ・ド・アラゴナ 1687年-1750年         | 9代モンテレオーネ公 8代バジェ・デ・オアハカ侯 ディエゴ・ピニャテリ・ド・アラゴナ 1687年-1750年         | 9代モンテレオーネ公 8代バジェ・デ・オアハカ侯 ディエゴ・ピニャテリ・ド・アラゴナ 1687年-1750年         | 9代モンテレオーネ公 8代バジェ・デ・オアハカ侯 ディエゴ・ピニャテリ・ド・アラゴナ 1687年-1750年         | 9代モンテレオーネ公 8代バジェ・デ・オアハカ侯 ディエゴ・ピニャテリ・ド・アラゴナ 1687年-1750年         | 9代モンテレオーネ公 8代バジェ・デ・オアハカ侯 ディエゴ・ピニャテリ・ド・アラゴナ 1687年-1750年         |  |  | |                                                                                                |                                                                                                |                                                                                                |                                                                                                |                                                                                                |  |  | アントニオ・ピニャテリ・ド・アラゴナ 1700年–1746年                                         | アントニオ・ピニャテリ・ド・アラゴナ 1700年–1746年                                         | アントニオ・ピニャテリ・ド・アラゴナ 1700年–1746年                                         | アントニオ・ピニャテリ・ド・アラゴナ 1700年–1746年                                         | アントニオ・ピニャテリ・ド・アラゴナ 1700年–1746年                                         | アントニオ・ピニャテリ・ド・アラゴナ 1700年–1746年                                         |  |  |  |  |  |  |  |  |  |  |  |  |  |  |  |  |  |  |
| 10代モンテレオーネ公 9代バジェ・デ・オアハカ侯 ファブリツィオ・ピニャテリ・ド・アラゴナ 1718-1763      | 10代モンテレオーネ公 9代バジェ・デ・オアハカ侯 ファブリツィオ・ピニャテリ・ド・アラゴナ 1718-1763      | 10代モンテレオーネ公 9代バジェ・デ・オアハカ侯 ファブリツィオ・ピニャテリ・ド・アラゴナ 1718-1763      | 10代モンテレオーネ公 9代バジェ・デ・オアハカ侯 ファブリツィオ・ピニャテリ・ド・アラゴナ 1718-1763      | 10代モンテレオーネ公 9代バジェ・デ・オアハカ侯 ファブリツィオ・ピニャテリ・ド・アラゴナ 1718-1763      | 10代モンテレオーネ公 9代バジェ・デ・オアハカ侯 ファブリツィオ・ピニャテリ・ド・アラゴナ 1718-1763      |  |  | |                                                                                                |                                                                                                |                                                                                                |                                                                                                |                                                                                                |  |  | 16代フエンテス伯 ホアキン・ピニャテリ・デ・アラゴン 1724年–1776年                          | 16代フエンテス伯 ホアキン・ピニャテリ・デ・アラゴン 1724年–1776年                          | 16代フエンテス伯 ホアキン・ピニャテリ・デ・アラゴン 1724年–1776年                          | 16代フエンテス伯 ホアキン・ピニャテリ・デ・アラゴン 1724年–1776年                          | 16代フエンテス伯 ホアキン・ピニャテリ・デ・アラゴン 1724年–1776年                          | 16代フエンテス伯 ホアキン・ピニャテリ・デ・アラゴン 1724年–1776年                          |  |  |  |  |  |  |  |  |  |  |  |  |  |  |  |  |  |  |
| 10代モンテレオーネ公 9代バジェ・デ・オアハカ侯 ファブリツィオ・ピニャテリ・ド・アラゴナ 1718-1763      | 10代モンテレオーネ公 9代バジェ・デ・オアハカ侯 ファブリツィオ・ピニャテリ・ド・アラゴナ 1718-1763      | 10代モンテレオーネ公 9代バジェ・デ・オアハカ侯 ファブリツィオ・ピニャテリ・ド・アラゴナ 1718-1763      | 10代モンテレオーネ公 9代バジェ・デ・オアハカ侯 ファブリツィオ・ピニャテリ・ド・アラゴナ 1718-1763      | 10代モンテレオーネ公 9代バジェ・デ・オアハカ侯 ファブリツィオ・ピニャテリ・ド・アラゴナ 1718-1763      | 10代モンテレオーネ公 9代バジェ・デ・オアハカ侯 ファブリツィオ・ピニャテリ・ド・アラゴナ 1718-1763      |  |  | |                                                                                                |                                                                                                |                                                                                                |                                                                                                |                                                                                                |  |  | 16代フエンテス伯 ホアキン・ピニャテリ・デ・アラゴン 1724年–1776年                          | 16代フエンテス伯 ホアキン・ピニャテリ・デ・アラゴン 1724年–1776年                          | 16代フエンテス伯 ホアキン・ピニャテリ・デ・アラゴン 1724年–1776年                          | 16代フエンテス伯 ホアキン・ピニャテリ・デ・アラゴン 1724年–1776年                          | 16代フエンテス伯 ホアキン・ピニャテリ・デ・アラゴン 1724年–1776年                          | 16代フエンテス伯 ホアキン・ピニャテリ・デ・アラゴン 1724年–1776年                          |  |  |  |  |  |  |  |  |  |  |  |  |  |  |  |  |  |  |
| 11代モンテレオーネ公 10代バジェ・デ・オアハカ侯 エットーレ・ピニャテリ・ド・アラゴナ 1742年-1800年     | 11代モンテレオーネ公 10代バジェ・デ・オアハカ侯 エットーレ・ピニャテリ・ド・アラゴナ 1742年-1800年     | 11代モンテレオーネ公 10代バジェ・デ・オアハカ侯 エットーレ・ピニャテリ・ド・アラゴナ 1742年-1800年     | 11代モンテレオーネ公 10代バジェ・デ・オアハカ侯 エットーレ・ピニャテリ・ド・アラゴナ 1742年-1800年     | 11代モンテレオーネ公 10代バジェ・デ・オアハカ侯 エットーレ・ピニャテリ・ド・アラゴナ 1742年-1800年     | 11代モンテレオーネ公 10代バジェ・デ・オアハカ侯 エットーレ・ピニャテリ・ド・アラゴナ 1742年-1800年     |  |  | |                                                                                                |                                                                                                |                                                                                                |                                                                                                |                                                                                                |  |  | 6代ソルフェリーノ公 フアン・ドミンゴ・ピニャテリ・デ・アラゴン 1757年–1819年               | 6代ソルフェリーノ公 フアン・ドミンゴ・ピニャテリ・デ・アラゴン 1757年–1819年               | 6代ソルフェリーノ公 フアン・ドミンゴ・ピニャテリ・デ・アラゴン 1757年–1819年               | 6代ソルフェリーノ公 フアン・ドミンゴ・ピニャテリ・デ・アラゴン 1757年–1819年               | 6代ソルフェリーノ公 フアン・ドミンゴ・ピニャテリ・デ・アラゴン 1757年–1819年               | 6代ソルフェリーノ公 フアン・ドミンゴ・ピニャテリ・デ・アラゴン 1757年–1819年               |  |  |  |  |  |  |  |  |  |  |  |  |  |  |  |  |  |  |
| 11代モンテレオーネ公 10代バジェ・デ・オアハカ侯 エットーレ・ピニャテリ・ド・アラゴナ 1742年-1800年     | 11代モンテレオーネ公 10代バジェ・デ・オアハカ侯 エットーレ・ピニャテリ・ド・アラゴナ 1742年-1800年     | 11代モンテレオーネ公 10代バジェ・デ・オアハカ侯 エットーレ・ピニャテリ・ド・アラゴナ 1742年-1800年     | 11代モンテレオーネ公 10代バジェ・デ・オアハカ侯 エットーレ・ピニャテリ・ド・アラゴナ 1742年-1800年     | 11代モンテレオーネ公 10代バジェ・デ・オアハカ侯 エットーレ・ピニャテリ・ド・アラゴナ 1742年-1800年     | 11代モンテレオーネ公 10代バジェ・デ・オアハカ侯 エットーレ・ピニャテリ・ド・アラゴナ 1742年-1800年     |  |  | |                                                                                                |                                                                                                |                                                                                                |                                                                                                |                                                                                                |  |  | 6代ソルフェリーノ公 フアン・ドミンゴ・ピニャテリ・デ・アラゴン 1757年–1819年               | 6代ソルフェリーノ公 フアン・ドミンゴ・ピニャテリ・デ・アラゴン 1757年–1819年               | 6代ソルフェリーノ公 フアン・ドミンゴ・ピニャテリ・デ・アラゴン 1757年–1819年               | 6代ソルフェリーノ公 フアン・ドミンゴ・ピニャテリ・デ・アラゴン 1757年–1819年               | 6代ソルフェリーノ公 フアン・ドミンゴ・ピニャテリ・デ・アラゴン 1757年–1819年               | 6代ソルフェリーノ公 フアン・ドミンゴ・ピニャテリ・デ・アラゴン 1757年–1819年               |  |  |  |  |  |  |  |  |  |  |  |  |  |  |  |  |  |  |
| 12代モンテレオーネ公 11代バジェ・デ・オアハカ侯 ディエゴ・ピニャテリ・ド・アラゴナ 1774年-1818年       | 12代モンテレオーネ公 11代バジェ・デ・オアハカ侯 ディエゴ・ピニャテリ・ド・アラゴナ 1774年-1818年       | 12代モンテレオーネ公 11代バジェ・デ・オアハカ侯 ディエゴ・ピニャテリ・ド・アラゴナ 1774年-1818年       | 12代モンテレオーネ公 11代バジェ・デ・オアハカ侯 ディエゴ・ピニャテリ・ド・アラゴナ 1774年-1818年       | 12代モンテレオーネ公 11代バジェ・デ・オアハカ侯 ディエゴ・ピニャテリ・ド・アラゴナ 1774年-1818年       | 12代モンテレオーネ公 11代バジェ・デ・オアハカ侯 ディエゴ・ピニャテリ・ド・アラゴナ 1774年-1818年       |  |  | |                                                                                                |                                                                                                |                                                                                                |                                                                                                |                                                                                                |  |  | 7代ソルフェリーノ公 フアン・バウティスタ・ピニャテリ・デ・アラゴン 1799年–1823年           | 7代ソルフェリーノ公 フアン・バウティスタ・ピニャテリ・デ・アラゴン 1799年–1823年           | 7代ソルフェリーノ公 フアン・バウティスタ・ピニャテリ・デ・アラゴン 1799年–1823年           | 7代ソルフェリーノ公 フアン・バウティスタ・ピニャテリ・デ・アラゴン 1799年–1823年           | 7代ソルフェリーノ公 フアン・バウティスタ・ピニャテリ・デ・アラゴン 1799年–1823年           | 7代ソルフェリーノ公 フアン・バウティスタ・ピニャテリ・デ・アラゴン 1799年–1823年           |  |  |  |  |  |  |  |  |  |  |  |  |  |  |  |  |  |  |
| 12代モンテレオーネ公 11代バジェ・デ・オアハカ侯 ディエゴ・ピニャテリ・ド・アラゴナ 1774年-1818年       | 12代モンテレオーネ公 11代バジェ・デ・オアハカ侯 ディエゴ・ピニャテリ・ド・アラゴナ 1774年-1818年       | 12代モンテレオーネ公 11代バジェ・デ・オアハカ侯 ディエゴ・ピニャテリ・ド・アラゴナ 1774年-1818年       | 12代モンテレオーネ公 11代バジェ・デ・オアハカ侯 ディエゴ・ピニャテリ・ド・アラゴナ 1774年-1818年       | 12代モンテレオーネ公 11代バジェ・デ・オアハカ侯 ディエゴ・ピニャテリ・ド・アラゴナ 1774年-1818年       | 12代モンテレオーネ公 11代バジェ・デ・オアハカ侯 ディエゴ・ピニャテリ・ド・アラゴナ 1774年-1818年       |  |  | |                                                                                                |                                                                                                |                                                                                                |                                                                                                |                                                                                                |  |  | 7代ソルフェリーノ公 フアン・バウティスタ・ピニャテリ・デ・アラゴン 1799年–1823年           | 7代ソルフェリーノ公 フアン・バウティスタ・ピニャテリ・デ・アラゴン 1799年–1823年           | 7代ソルフェリーノ公 フアン・バウティスタ・ピニャテリ・デ・アラゴン 1799年–1823年           | 7代ソルフェリーノ公 フアン・バウティスタ・ピニャテリ・デ・アラゴン 1799年–1823年           | 7代ソルフェリーノ公 フアン・バウティスタ・ピニャテリ・デ・アラゴン 1799年–1823年           | 7代ソルフェリーノ公 フアン・バウティスタ・ピニャテリ・デ・アラゴン 1799年–1823年           |  |  |  |  |  |  |  |  |  |  |  |  |  |  |  |  |  |  |
| 13代モンテレオーネ公 12代バジェ・デ・オアハカ侯 ジョゼッペ・ピニャテリ・ド・アラゴナ 1795年-1859年     | 13代モンテレオーネ公 12代バジェ・デ・オアハカ侯 ジョゼッペ・ピニャテリ・ド・アラゴナ 1795年-1859年     | 13代モンテレオーネ公 12代バジェ・デ・オアハカ侯 ジョゼッペ・ピニャテリ・ド・アラゴナ 1795年-1859年     | 13代モンテレオーネ公 12代バジェ・デ・オアハカ侯 ジョゼッペ・ピニャテリ・ド・アラゴナ 1795年-1859年     | 13代モンテレオーネ公 12代バジェ・デ・オアハカ侯 ジョゼッペ・ピニャテリ・ド・アラゴナ 1795年-1859年     | 13代モンテレオーネ公 12代バジェ・デ・オアハカ侯 ジョゼッペ・ピニャテリ・ド・アラゴナ 1795年-1859年     |  |  | |                                                                                                |                                                                                                |                                                                                                |                                                                                                |                                                                                                |  |  | 9代ソルフェリーノ公 マリア・デ・ラ・コンセプシオン・ピニャテリ・デ・アラゴン 1824年–1858年 | 9代ソルフェリーノ公 マリア・デ・ラ・コンセプシオン・ピニャテリ・デ・アラゴン 1824年–1858年 | 9代ソルフェリーノ公 マリア・デ・ラ・コンセプシオン・ピニャテリ・デ・アラゴン 1824年–1858年 | 9代ソルフェリーノ公 マリア・デ・ラ・コンセプシオン・ピニャテリ・デ・アラゴン 1824年–1858年 | 9代ソルフェリーノ公 マリア・デ・ラ・コンセプシオン・ピニャテリ・デ・アラゴン 1824年–1858年 | 9代ソルフェリーノ公 マリア・デ・ラ・コンセプシオン・ピニャテリ・デ・アラゴン 1824年–1858年 |  |  |  |  |  |  |  |  |  |  |  |  |  |  |  |  |  |  |
| 13代モンテレオーネ公 12代バジェ・デ・オアハカ侯 ジョゼッペ・ピニャテリ・ド・アラゴナ 1795年-1859年     | 13代モンテレオーネ公 12代バジェ・デ・オアハカ侯 ジョゼッペ・ピニャテリ・ド・アラゴナ 1795年-1859年     | 13代モンテレオーネ公 12代バジェ・デ・オアハカ侯 ジョゼッペ・ピニャテリ・ド・アラゴナ 1795年-1859年     | 13代モンテレオーネ公 12代バジェ・デ・オアハカ侯 ジョゼッペ・ピニャテリ・ド・アラゴナ 1795年-1859年     | 13代モンテレオーネ公 12代バジェ・デ・オアハカ侯 ジョゼッペ・ピニャテリ・ド・アラゴナ 1795年-1859年     | 13代モンテレオーネ公 12代バジェ・デ・オアハカ侯 ジョゼッペ・ピニャテリ・ド・アラゴナ 1795年-1859年     |  |  | |                                                                                                |                                                                                                |                                                                                                |                                                                                                |                                                                                                |  |  | 9代ソルフェリーノ公 マリア・デ・ラ・コンセプシオン・ピニャテリ・デ・アラゴン 1824年–1858年 | 9代ソルフェリーノ公 マリア・デ・ラ・コンセプシオン・ピニャテリ・デ・アラゴン 1824年–1858年 | 9代ソルフェリーノ公 マリア・デ・ラ・コンセプシオン・ピニャテリ・デ・アラゴン 1824年–1858年 | 9代ソルフェリーノ公 マリア・デ・ラ・コンセプシオン・ピニャテリ・デ・アラゴン 1824年–1858年 | 9代ソルフェリーノ公 マリア・デ・ラ・コンセプシオン・ピニャテリ・デ・アラゴン 1824年–1858年 | 9代ソルフェリーノ公 マリア・デ・ラ・コンセプシオン・ピニャテリ・デ・アラゴン 1824年–1858年 |  |  |  |  |  |  |  |  |  |  |  |  |  |  |  |  |  |  |
| | | | | | |  |  | |                                                                                                |                                                                                                |                                                                                                |                                                                                                |                                                                                                |  |  |                                                                                            |                                                                                            |                                                                                            |                                                                                            |                                                                                            |                                                                                            |  |  |  |  |  |  |  |  |  |  |  |  |  |  |  |  |  |  |
| 14代モンテレオーネ公 ディエゴ・ピニャテリ・ド・アラゴナ 1823年-1880年                                  | 14代モンテレオーネ公 ディエゴ・ピニャテリ・ド・アラゴナ 1823年-1880年                                  | 14代モンテレオーネ公 ディエゴ・ピニャテリ・ド・アラゴナ 1823年-1880年                                  | 14代モンテレオーネ公 ディエゴ・ピニャテリ・ド・アラゴナ 1823年-1880年                                  | 14代モンテレオーネ公 ディエゴ・ピニャテリ・ド・アラゴナ 1823年-1880年                                  | 14代モンテレオーネ公 ディエゴ・ピニャテリ・ド・アラゴナ 1823年-1880年                                  |  |  | 15代モンテレオーネ公 アントニオ・ピニャテリ・ド・アラゴナ 1827年-1881年                                 | 15代モンテレオーネ公 アントニオ・ピニャテリ・ド・アラゴナ 1827年-1881年                        | 15代モンテレオーネ公 アントニオ・ピニャテリ・ド・アラゴナ 1827年-1881年                        | 15代モンテレオーネ公 アントニオ・ピニャテリ・ド・アラゴナ 1827年-1881年                        | 15代モンテレオーネ公 アントニオ・ピニャテリ・ド・アラゴナ 1827年-1881年                        | 15代モンテレオーネ公 アントニオ・ピニャテリ・ド・アラゴナ 1827年-1881年                        |  |  | 10代ソルフェリーノ女公 マヌエル・マリア・デ・ランサ 1857年-1927年                          | 10代ソルフェリーノ女公 マヌエル・マリア・デ・ランサ 1857年-1927年                          | 10代ソルフェリーノ女公 マヌエル・マリア・デ・ランサ 1857年-1927年                          | 10代ソルフェリーノ女公 マヌエル・マリア・デ・ランサ 1857年-1927年                          | 10代ソルフェリーノ女公 マヌエル・マリア・デ・ランサ 1857年-1927年                          | 10代ソルフェリーノ女公 マヌエル・マリア・デ・ランサ 1857年-1927年                          |  |  |  |  |  |  |  |  |  |  |  |  |  |  |  |  |  |  |
| 14代モンテレオーネ公 ディエゴ・ピニャテリ・ド・アラゴナ 1823年-1880年                                  | 14代モンテレオーネ公 ディエゴ・ピニャテリ・ド・アラゴナ 1823年-1880年                                  | 14代モンテレオーネ公 ディエゴ・ピニャテリ・ド・アラゴナ 1823年-1880年                                  | 14代モンテレオーネ公 ディエゴ・ピニャテリ・ド・アラゴナ 1823年-1880年                                  | 14代モンテレオーネ公 ディエゴ・ピニャテリ・ド・アラゴナ 1823年-1880年                                  | 14代モンテレオーネ公 ディエゴ・ピニャテリ・ド・アラゴナ 1823年-1880年                                  |  |  | 15代モンテレオーネ公 アントニオ・ピニャテリ・ド・アラゴナ 1827年-1881年                                 | 15代モンテレオーネ公 アントニオ・ピニャテリ・ド・アラゴナ 1827年-1881年                        | 15代モンテレオーネ公 アントニオ・ピニャテリ・ド・アラゴナ 1827年-1881年                        | 15代モンテレオーネ公 アントニオ・ピニャテリ・ド・アラゴナ 1827年-1881年                        | 15代モンテレオーネ公 アントニオ・ピニャテリ・ド・アラゴナ 1827年-1881年                        | 15代モンテレオーネ公 アントニオ・ピニャテリ・ド・アラゴナ 1827年-1881年                        |  |  | 10代ソルフェリーノ女公 マヌエル・マリア・デ・ランサ 1857年-1927年                          | 10代ソルフェリーノ女公 マヌエル・マリア・デ・ランサ 1857年-1927年                          | 10代ソルフェリーノ女公 マヌエル・マリア・デ・ランサ 1857年-1927年                          | 10代ソルフェリーノ女公 マヌエル・マリア・デ・ランサ 1857年-1927年                          | 10代ソルフェリーノ女公 マヌエル・マリア・デ・ランサ 1857年-1927年                          | 10代ソルフェリーノ女公 マヌエル・マリア・デ・ランサ 1857年-1927年                          |  |  |  |  |  |  |  |  |  |  |  |  |  |  |  |  |  |  |
| | | | | | |  |  | |                                                                                                |                                                                                                |                                                                                                |                                                                                                |                                                                                                |  |  |                                                                                            |                                                                                            |                                                                                            |                                                                                            |                                                                                            |                                                                                            |  |  |  |  |  |  |  |  |  |  |  |  |  |  |  |  |  |  |
| 16代モンテレオーネ公 13代バジェ・デ・オアハカ侯 ジョゼッペ・ピニャテリ・ド・アラゴナ 1860年-1938年     | 16代モンテレオーネ公 13代バジェ・デ・オアハカ侯 ジョゼッペ・ピニャテリ・ド・アラゴナ 1860年-1938年     | 16代モンテレオーネ公 13代バジェ・デ・オアハカ侯 ジョゼッペ・ピニャテリ・ド・アラゴナ 1860年-1938年     | 16代モンテレオーネ公 13代バジェ・デ・オアハカ侯 ジョゼッペ・ピニャテリ・ド・アラゴナ 1860年-1938年     | 16代モンテレオーネ公 13代バジェ・デ・オアハカ侯 ジョゼッペ・ピニャテリ・ド・アラゴナ 1860年-1938年     | 16代モンテレオーネ公 13代バジェ・デ・オアハカ侯 ジョゼッペ・ピニャテリ・ド・アラゴナ 1860年-1938年     |  |  | フェデリコ・ピニャテリ・ド・アラゴナ 1864年-1947年                                                      | フェデリコ・ピニャテリ・ド・アラゴナ 1864年-1947年                                             | フェデリコ・ピニャテリ・ド・アラゴナ 1864年-1947年                                             | フェデリコ・ピニャテリ・ド・アラゴナ 1864年-1947年                                             | フェデリコ・ピニャテリ・ド・アラゴナ 1864年-1947年                                             | フェデリコ・ピニャテリ・ド・アラゴナ 1864年-1947年                                             |  |  | 11代ソルフェリーノ公 ルイス・ゴンサガ・デ・ランサ 1884年-1970年                            | 11代ソルフェリーノ公 ルイス・ゴンサガ・デ・ランサ 1884年-1970年                            | 11代ソルフェリーノ公 ルイス・ゴンサガ・デ・ランサ 1884年-1970年                            | 11代ソルフェリーノ公 ルイス・ゴンサガ・デ・ランサ 1884年-1970年                            | 11代ソルフェリーノ公 ルイス・ゴンサガ・デ・ランサ 1884年-1970年                            | 11代ソルフェリーノ公 ルイス・ゴンサガ・デ・ランサ 1884年-1970年                            |  |  |  |  |  |  |  |  |  |  |  |  |  |  |  |  |  |  |
| 16代モンテレオーネ公 13代バジェ・デ・オアハカ侯 ジョゼッペ・ピニャテリ・ド・アラゴナ 1860年-1938年     | 16代モンテレオーネ公 13代バジェ・デ・オアハカ侯 ジョゼッペ・ピニャテリ・ド・アラゴナ 1860年-1938年     | 16代モンテレオーネ公 13代バジェ・デ・オアハカ侯 ジョゼッペ・ピニャテリ・ド・アラゴナ 1860年-1938年     | 16代モンテレオーネ公 13代バジェ・デ・オアハカ侯 ジョゼッペ・ピニャテリ・ド・アラゴナ 1860年-1938年     | 16代モンテレオーネ公 13代バジェ・デ・オアハカ侯 ジョゼッペ・ピニャテリ・ド・アラゴナ 1860年-1938年     | 16代モンテレオーネ公 13代バジェ・デ・オアハカ侯 ジョゼッペ・ピニャテリ・ド・アラゴナ 1860年-1938年     |  |  | フェデリコ・ピニャテリ・ド・アラゴナ 1864年-1947年                                                      | フェデリコ・ピニャテリ・ド・アラゴナ 1864年-1947年                                             | フェデリコ・ピニャテリ・ド・アラゴナ 1864年-1947年                                             | フェデリコ・ピニャテリ・ド・アラゴナ 1864年-1947年                                             | フェデリコ・ピニャテリ・ド・アラゴナ 1864年-1947年                                             | フェデリコ・ピニャテリ・ド・アラゴナ 1864年-1947年                                             |  |  | 11代ソルフェリーノ公 ルイス・ゴンサガ・デ・ランサ 1884年-1970年                            | 11代ソルフェリーノ公 ルイス・ゴンサガ・デ・ランサ 1884年-1970年                            | 11代ソルフェリーノ公 ルイス・ゴンサガ・デ・ランサ 1884年-1970年                            | 11代ソルフェリーノ公 ルイス・ゴンサガ・デ・ランサ 1884年-1970年                            | 11代ソルフェリーノ公 ルイス・ゴンサガ・デ・ランサ 1884年-1970年                            | 11代ソルフェリーノ公 ルイス・ゴンサガ・デ・ランサ 1884年-1970年                            |  |  |  |  |  |  |  |  |  |  |  |  |  |  |  |  |  |  |
| 17代モンテレオーネ公 「14代バジェ・デ・オアハカ侯」 アントニオ・ピニャテリ・ド・アラゴナ 1892年-1958年 | 17代モンテレオーネ公 「14代バジェ・デ・オアハカ侯」 アントニオ・ピニャテリ・ド・アラゴナ 1892年-1958年 | 17代モンテレオーネ公 「14代バジェ・デ・オアハカ侯」 アントニオ・ピニャテリ・ド・アラゴナ 1892年-1958年 | 17代モンテレオーネ公 「14代バジェ・デ・オアハカ侯」 アントニオ・ピニャテリ・ド・アラゴナ 1892年-1958年 | 17代モンテレオーネ公 「14代バジェ・デ・オアハカ侯」 アントニオ・ピニャテリ・ド・アラゴナ 1892年-1958年 | 17代モンテレオーネ公 「14代バジェ・デ・オアハカ侯」 アントニオ・ピニャテリ・ド・アラゴナ 1892年-1958年 |  |  | ファブリツィオ・ピニャテリ・ド・アラゴナ 1897年-1953年                                                  | ファブリツィオ・ピニャテリ・ド・アラゴナ 1897年-1953年                                         | ファブリツィオ・ピニャテリ・ド・アラゴナ 1897年-1953年                                         | ファブリツィオ・ピニャテリ・ド・アラゴナ 1897年-1953年                                         | ファブリツィオ・ピニャテリ・ド・アラゴナ 1897年-1953年                                         | ファブリツィオ・ピニャテリ・ド・アラゴナ 1897年-1953年                                         |  |  | 14代バジェ・デ・オアハカ侯 ホルヘ・デ・ランサ 1921年-2001年                                | 14代バジェ・デ・オアハカ侯 ホルヘ・デ・ランサ 1921年-2001年                                | 14代バジェ・デ・オアハカ侯 ホルヘ・デ・ランサ 1921年-2001年                                | 14代バジェ・デ・オアハカ侯 ホルヘ・デ・ランサ 1921年-2001年                                | 14代バジェ・デ・オアハカ侯 ホルヘ・デ・ランサ 1921年-2001年                                | 14代バジェ・デ・オアハカ侯 ホルヘ・デ・ランサ 1921年-2001年                                |  |  |  |  |  |  |  |  |  |  |  |  |  |  |  |  |  |  |
| 17代モンテレオーネ公 「14代バジェ・デ・オアハカ侯」 アントニオ・ピニャテリ・ド・アラゴナ 1892年-1958年 | 17代モンテレオーネ公 「14代バジェ・デ・オアハカ侯」 アントニオ・ピニャテリ・ド・アラゴナ 1892年-1958年 | 17代モンテレオーネ公 「14代バジェ・デ・オアハカ侯」 アントニオ・ピニャテリ・ド・アラゴナ 1892年-1958年 | 17代モンテレオーネ公 「14代バジェ・デ・オアハカ侯」 アントニオ・ピニャテリ・ド・アラゴナ 1892年-1958年 | 17代モンテレオーネ公 「14代バジェ・デ・オアハカ侯」 アントニオ・ピニャテリ・ド・アラゴナ 1892年-1958年 | 17代モンテレオーネ公 「14代バジェ・デ・オアハカ侯」 アントニオ・ピニャテリ・ド・アラゴナ 1892年-1958年 |  |  | ファブリツィオ・ピニャテリ・ド・アラゴナ 1897年-1953年                                                  | ファブリツィオ・ピニャテリ・ド・アラゴナ 1897年-1953年                                         | ファブリツィオ・ピニャテリ・ド・アラゴナ 1897年-1953年                                         | ファブリツィオ・ピニャテリ・ド・アラゴナ 1897年-1953年                                         | ファブリツィオ・ピニャテリ・ド・アラゴナ 1897年-1953年                                         | ファブリツィオ・ピニャテリ・ド・アラゴナ 1897年-1953年                                         |  |  | 14代バジェ・デ・オアハカ侯 ホルヘ・デ・ランサ 1921年-2001年                                | 14代バジェ・デ・オアハカ侯 ホルヘ・デ・ランサ 1921年-2001年                                | 14代バジェ・デ・オアハカ侯 ホルヘ・デ・ランサ 1921年-2001年                                | 14代バジェ・デ・オアハカ侯 ホルヘ・デ・ランサ 1921年-2001年                                | 14代バジェ・デ・オアハカ侯 ホルヘ・デ・ランサ 1921年-2001年                                | 14代バジェ・デ・オアハカ侯 ホルヘ・デ・ランサ 1921年-2001年                                |  |  |  |  |  |  |  |  |  |  |  |  |  |  |  |  |  |  |
| 18代モンテレオーネ公 「15代バジェ・デ・オアハカ侯」 ジョゼッペ・ピニャテリ・ド・アラゴナ 1931年-1989年 | 18代モンテレオーネ公 「15代バジェ・デ・オアハカ侯」 ジョゼッペ・ピニャテリ・ド・アラゴナ 1931年-1989年 | 18代モンテレオーネ公 「15代バジェ・デ・オアハカ侯」 ジョゼッペ・ピニャテリ・ド・アラゴナ 1931年-1989年 | 18代モンテレオーネ公 「15代バジェ・デ・オアハカ侯」 ジョゼッペ・ピニャテリ・ド・アラゴナ 1931年-1989年 | 18代モンテレオーネ公 「15代バジェ・デ・オアハカ侯」 ジョゼッペ・ピニャテリ・ド・アラゴナ 1931年-1989年 | 18代モンテレオーネ公 「15代バジェ・デ・オアハカ侯」 ジョゼッペ・ピニャテリ・ド・アラゴナ 1931年-1989年 |  |  | 19代モンテレオーネ公 「16代バジェ・デ・オアハカ侯」 ニッコロ・ピニャテリ・ド・アラゴナ 1923年-          | 19代モンテレオーネ公 「16代バジェ・デ・オアハカ侯」 ニッコロ・ピニャテリ・ド・アラゴナ 1923年- | 19代モンテレオーネ公 「16代バジェ・デ・オアハカ侯」 ニッコロ・ピニャテリ・ド・アラゴナ 1923年- | 19代モンテレオーネ公 「16代バジェ・デ・オアハカ侯」 ニッコロ・ピニャテリ・ド・アラゴナ 1923年- | 19代モンテレオーネ公 「16代バジェ・デ・オアハカ侯」 ニッコロ・ピニャテリ・ド・アラゴナ 1923年- | 19代モンテレオーネ公 「16代バジェ・デ・オアハカ侯」 ニッコロ・ピニャテリ・ド・アラゴナ 1923年- |  |  | 15代バジェ・デ・オアハカ侯 アルバロ・デ・ランサ 1960年-                                    | 15代バジェ・デ・オアハカ侯 アルバロ・デ・ランサ 1960年-                                    | 15代バジェ・デ・オアハカ侯 アルバロ・デ・ランサ 1960年-                                    | 15代バジェ・デ・オアハカ侯 アルバロ・デ・ランサ 1960年-                                    | 15代バジェ・デ・オアハカ侯 アルバロ・デ・ランサ 1960年-                                    | 15代バジェ・デ・オアハカ侯 アルバロ・デ・ランサ 1960年-                                    |  |  |  |  |  |  |  |  |  |  |  |  |  |  |  |  |  |  |
| 18代モンテレオーネ公 「15代バジェ・デ・オアハカ侯」 ジョゼッペ・ピニャテリ・ド・アラゴナ 1931年-1989年 | 18代モンテレオーネ公 「15代バジェ・デ・オアハカ侯」 ジョゼッペ・ピニャテリ・ド・アラゴナ 1931年-1989年 | 18代モンテレオーネ公 「15代バジェ・デ・オアハカ侯」 ジョゼッペ・ピニャテリ・ド・アラゴナ 1931年-1989年 | 18代モンテレオーネ公 「15代バジェ・デ・オアハカ侯」 ジョゼッペ・ピニャテリ・ド・アラゴナ 1931年-1989年 | 18代モンテレオーネ公 「15代バジェ・デ・オアハカ侯」 ジョゼッペ・ピニャテリ・ド・アラゴナ 1931年-1989年 | 18代モンテレオーネ公 「15代バジェ・デ・オアハカ侯」 ジョゼッペ・ピニャテリ・ド・アラゴナ 1931年-1989年 |  |  | 19代モンテレオーネ公 「16代バジェ・デ・オアハカ侯」 ニッコロ・ピニャテリ・ド・アラゴナ 1923年-          | 19代モンテレオーネ公 「16代バジェ・デ・オアハカ侯」 ニッコロ・ピニャテリ・ド・アラゴナ 1923年- | 19代モンテレオーネ公 「16代バジェ・デ・オアハカ侯」 ニッコロ・ピニャテリ・ド・アラゴナ 1923年- | 19代モンテレオーネ公 「16代バジェ・デ・オアハカ侯」 ニッコロ・ピニャテリ・ド・アラゴナ 1923年- | 19代モンテレオーネ公 「16代バジェ・デ・オアハカ侯」 ニッコロ・ピニャテリ・ド・アラゴナ 1923年- | 19代モンテレオーネ公 「16代バジェ・デ・オアハカ侯」 ニッコロ・ピニャテリ・ド・アラゴナ 1923年- |  |  | 15代バジェ・デ・オアハカ侯 アルバロ・デ・ランサ 1960年-                                    | 15代バジェ・デ・オアハカ侯 アルバロ・デ・ランサ 1960年-                                    | 15代バジェ・デ・オアハカ侯 アルバロ・デ・ランサ 1960年-                                    | 15代バジェ・デ・オアハカ侯 アルバロ・デ・ランサ 1960年-                                    | 15代バジェ・デ・オアハカ侯 アルバロ・デ・ランサ 1960年-                                    | 15代バジェ・デ・オアハカ侯 アルバロ・デ・ランサ 1960年-                                    |  |  |  |  |  |  |  |  |  |  |  |  |  |  |  |  |  |  |
| | | | | | |  |  | ディエゴ・ピニャテリ・ド・アラゴナ 1958年-                                                              | ディエゴ・ピニャテリ・ド・アラゴナ 1958年-                                                     | ディエゴ・ピニャテリ・ド・アラゴナ 1958年-                                                     | ディエゴ・ピニャテリ・ド・アラゴナ 1958年-                                                     | ディエゴ・ピニャテリ・ド・アラゴナ 1958年-                                                     | ディエゴ・ピニャテリ・ド・アラゴナ 1958年-                                                     |  |  | クラウディア・デ・ランサ・イ・ロペス＝ケサダ 1990年-                                       | クラウディア・デ・ランサ・イ・ロペス＝ケサダ 1990年-                                       | クラウディア・デ・ランサ・イ・ロペス＝ケサダ 1990年-                                       | クラウディア・デ・ランサ・イ・ロペス＝ケサダ 1990年-                                       | クラウディア・デ・ランサ・イ・ロペス＝ケサダ 1990年-                                       | クラウディア・デ・ランサ・イ・ロペス＝ケサダ 1990年-                                       |  |  |  |  |  |  |  |  |  |  |  |  |  |  |  |  |  |  |